# Elsa Leuthner Muñoz
Elsa Victoria Leuthner Muñoz  (5 de mayo de 1942) fue una profesora y militante del MIR que fue detenida por agentes de la DINA el 15 de agosto de 1974. Tenía 32 años a la fecha de la detención, era casada, tenía tres hijos. Es una de las mujeres detenidos desaparecidos de la dictadura militar en Chile.  

## Una profesora es detenida por la DINA
Elsa Leuthner Muñoz, casada, 3 hijos,  fue secretaria de la senadora por el Partido Comunista, Julieta Campusano. Al momento de su detención era Directora de la Escuela 5 de Mayo de la Población Pablo de Rokha, en la comuna de La Granja. La profesora, fue detenida por agentes de la Dirección de Inteligencia Nacional DINA en un departamento en el centro de Santiago. En ese lugar fueron detenidos también, Ricardo Troncoso Muñoz, los hermanos Hernán Galo González Inostroza  y María Elena González Inostroza quienes se encuentran en calidad de detenidos desaparecidos. El grupo que compartían el departamento eran todos militantes del MIR. Posteriormente, todos los detenidos fueron trasladados en una camioneta hasta el recinto clandestino de detención y tortura de la DINA, denominado Londres 38, ubicado en el centro de Santiago. En el recinto de Londres 38, los aprehendidos en el departamento, fueron vistos y pudieron conversar con otros detenidos, cuyos sobrevivientes atestiguaron acerca de su reclusión en ese lugar. Desde Londres 38, Elsa Victoria y las demás personas con las que ella vivía al momento de su detención, fueron trasladados al recinto de Cuatro Álamos, donde fueron vistos y pudieron departir con otros recluidos.

## Proceso judicial en dictadura
Posterior a la detención de Elsa Victoria Leuthner Muñoz, su hermano Hernán Nibaldo, inició las gestiones para dar con su paradero. En su búsqueda, visitó distintos lugares de detención, postas y hospitales, recurrió a la Secretaría Nacional de Detenidos, sin resultados positivos.  La madre de Elsa, Gregoria Muñoz presentó ante el Segundo Juzgado del Crimen, una denuncia por presunta desgracia de su hija Elsa Leuthner Muñoz. El 7 de marzo de 1980, el ministro en Visita Servando Jordán, que investigó los casos de detenidos desaparecidos se declaró incompetente, remitió los antecedentes al Noveno Juzgado del Crimen de Santiago, siendo acogida la causa a tramitación bajo el Rol 25074-9. Sin que exista un resultado positivo de esa investigación.

## Informe Rettig
Familiares de Elsa Leuthner Muñoz presentaron su caso ante la Comisión Rettig, Comisión de Verdad que tuvo la misión de calificar casos de detenidos desaparecidos y ejecutados durante la dictadura. Sobre el caso de Elsa Leuthner, el Informe Rettig señaló que:

“El 1  de septiembre de 1974 fue detenida Elsa Victoria LEUTHNER MUÑOZ, de 32 años, miembro del PS, quien había sido secretaria de una Parlamentaria del PC, y quien se encontraba en la clandestinidad.  Unas horas después de su detención, agentes de la DINA concurrieron hasta la casa de su madre para pedirle que entregara un dinero que Elsa Leuthner había enviado a sus hijos. Esto lo hacía la víctima periódicamente mientras estaba en la clandestinidad.  No se ha vuelto a saber nada más de Elsa Leuthner.
La Comisión se formó la convicción de que la víctima fue objeto de violación a los derechos humanos imputable a agentes estatales, quienes la hicieron desaparecer”.

El reporte del Informe Rettig, tiene imprecisiones que luego fueron corregidas por el proceso judicial, en relación  la militancia de la víctima, la fecha de la detención como de sus compañeros de detención.

## Proceso judicial en democracia
El proceso por la detención y desaparición de Elsa Leuthner fue investigado por el ministro de la Corte de Apelaciones de Santiago, Joaquín Billard, quién el 29 de abril de 2004, condenó a cuatro exagentes de la DINA: Miguel Krassnoff Martchenko, Marcelo Moren Brito, Basclay Zapata Reyes y Osvaldo Romo Mena, a la pena de diez años de prisión  por su responsabilidad en calidad de autores del delito de secuestro calificado de Ricardo Aurelio Troncoso Muñoz, Hernán Galo González Inostroza, María Elena González Inostroza y Elsa Victoria Leuthner Muñoz. 
Según los antecedentes recopilados en la etapa de investigación, el magistrado dio por acreditado: "Que el día 15 de agosto de 1974, Ricardo Aurelio Troncoso Muñoz, Hernán Galo González Inostroza, María Elena González Inostroza y Elsa Victoria Leuthner Muñoz, fueron detenidos en el domicilio ubicado en calle Bueras 175, por agentes de la Dirección de Inteligencia Nacional, desconociéndose desde esa fecha su actual paradero;  
b) Que a los señalados Ricardo Aurelio Troncoso Muñoz, Hernán Galo González Inostroza, María Elena González Inostroza y Elsa Victoria Leuthner Muñoz, desde el día 15 de agosto de 1974, se les mantuvo privados de libertad sin orden administrativa o judicial que la justificare, en los centros de detención ilegal denominados en Londres N° 38, Tres Álamos y Cuatro Álamos”.
El 2 de junio de 2006 la Corte de Apelaciones de Santiago ratificó la sentencia de primera instancia dictada por el ministro Joaquín Billard por la detención y desaparición de Elsa Leuthner y otros tres militantes de izquierda. La Corte  ratificó las condenas de prisión para 4 exagentes de la DINA: Miguel Krassnoff Martchenko, Marcelo Luis Manuel Moren Brito, Basclay Humberto Zapata Reyes y Osvaldo Enrique Romo Mena, a la pena de diez años de prisión  por su responsabilidad como autores del delito de secuestro calificado de Ricardo Aurelio Troncoso Muñoz, Hernán Galo González Inostroza, María Elena González Inostroza y Elsa Victoria Leuthner Muñoz.
La Corte Suprema, el 10 de abril del 2007, ratificó la sentencia dictada por el magistrado Joaquín Billard, y que no había sido modificada por la Corte de Apelaciones de Santiago. Aplicando el criterio de acoger los Convenios de Ginebra para los casos de violaciones a los derechos humanos cometidos en la dictadura y desestimando la amnistía y la prescripción. La Sala Penal de la Corte Suprema ratificó las condenas de prisión para 4 exagentes de la DINA: Miguel Krassnoff Martchenko, Marcelo Moren Brito, Basclay Zapata Reyes y Osvaldo Romo Mena, a la pena de diez años de prisión  por su responsabilidad como autores del delito de secuestro calificado de Ricardo Aurelio Troncoso Muñoz, María Elena González Inostroza, Hernán Galo González Inostroza y Elsa Victoria Leuthner Muñoz. La Corte Suprema para fundamentar la aplicación de los Convenios de Ginebra señaló que: "si valiéndose de la superioridad de la fuerza se consagró un estado de guerra para facilitar la lucha contra los que se oponían al gobierno militar, hay que estarse también a las consecuencias que se siguen de haber vulnerado la normativa que regulan los conflictos bélicos en relación con el tratamiento de los combatientes, a los que ya no se podía considerar como delincuentes comunes y, mucho menos, hacer víctima de represiones brutales como aquella de que dan cuenta los antecedentes de este proceso”.